# ガンボルド・ヘルレン
ガンボルド・ヘルレン（Ganbold Kherlen 1992年2月24日- ）はモンゴルの柔道選手。階級は66kg級。

## 人物
2007年のアジアユース55kg級で優勝した。シニアになってからは60kg級の選手として2012年のグランプリ・青島や2013年のグランプリ・マイアミで優勝、2014年のグランドスラム・アブダビでも3位になるなど一定の成績を収めるが、2016年のリオデジャネイロオリンピックには出場できなかった。その後階級を66kg級に上げると、2017年のアジア選手権で3位だったが、世界ランキング上位選手が集まるワールドマスターズでは優勝を飾った。2018年の世界選手権では7位だった。2019年にはグランプリ・モントリオールとグランプリ・ブダペストで優勝した。

## 主な戦績
- 2007年 - アジアユース　優勝(55kg級)
- 2010年 - 世界ジュニア　7位(66kg級)

60kg級での戦績
- 2012年 - グランプリ・青島　優勝
- 2013年 - グランプリ・マイアミ　優勝
- 2013年 - グランプリ・ウランバートル　3位
- 2013年 - グランプリ・タシュケント　3位
- 2013年 - グランプリ・青島　2位
- 2014年 - グランプリ・アスタナ　3位
- 2014年 - グランプリ・タシュケント　3位
- 2014年 - グランドスラム・アブダビ　3位
- 2014年 - グランプリ・チェジュ　3位
- 2015年 - グランプリ・ザグレブ　3位
- 2015年 - グランプリ・ウランバートル　3位

66kg級での戦績
- 2017年 - アジア選手権　3位
- 2017年 - グランプリ・タシュケント　2位
- 2017年 - ワールドマスターズ　優勝
- 2018年 - グランプリ・アンタリヤ　3位
- 2018年 - 世界選手権　7位
- 2019年 - グランプリ・モントリオール　優勝
- 2019年 - グランプリ・ブダペスト　優勝
- 2019年 -　ワールドマスターズ　3位
- 2021年 -　グランドスラム・トビリシ　3位
- 2022年 -　グランドスラム・テルアビブ 3位

(出典)